# Irena Dzierzgowska
Irena Dzierzgowska (ur. 9 marca 1948 w Szczecinie, zm. 5 marca 2009 w Warszawie) – polska nauczycielka, wiceminister edukacji narodowej.

## Życiorys
W 1973 ukończyła studia z zakresu chemii na Uniwersytecie Warszawskim. Do 1990 pracowała jako nauczycielka chemii i fizyki w Liceum Medycznym nr 3 w Warszawie, następnie do 1995 zajmowała stanowisko wicekuratora oświaty województwa warszawskiego. Później przez dwa lata była zatrudniona w administracji samorządowej. Zakładała też I Społeczne Liceum Ogólnokształcące w Warszawie.
Od 1980 należała do NSZZ „Solidarność”, w 1980 i 1989 była delegatem na zjazdach Regionu Mazowsze związku.
Po 1990 należała do Unii Demokratycznej, Unii Wolności i Partii Demokratycznej. Od 17 listopada 1997 do 1 grudnia 2000 pełniła funkcję sekretarza stanu w Ministerstwie Edukacji Narodowej. W 2001 z rekomendacji posłów UW bez powodzenia ubiegała się o urząd Rzecznika Praw Dziecka.
Była autorką książek i opracowań dotyczących kierowania jednostkami oświatowymi, a także standardów edukacyjnych. W 2006, w okresie pełnienia funkcji ministra edukacji narodowej przez Romana Giertycha, zainicjowała powstanie Społecznego Monitora Edukacji, strony internetowej poświęconej monitoringowi i komentowaniu działań władz oświatowych. W 2008 weszła w skład Rady Edukacji Narodowej, organu doradczego działającego przy minister edukacji narodowej Katarzynie Hall. Była także redaktorką naczelną branżowego periodyku pod nazwą  „Dyrektor Szkoły”.
Pośmiertnie została odznaczona przez prezydenta RP Lecha Kaczyńskiego Krzyżem Kawalerskim Orderu Odrodzenia Polski.